# Église Saint-Joseph de Mayence
Pour les articles homonymes, voir Église Saint-Joseph.
L'église Saint-Joseph située à Mayence (Rhénanie-Palatinat) est une église catholique dans le quartier Mainz-Neustadt de la ville. Elle prit la suite d'une église construite à la fin du XIXe siècle et détruite en 1945. Elle fut reconstruite entre 1955 et 1957 d'après les plans de Hugo Becker en style moderne, selon la forme d'une ellipse, à l'angle des rues Josephsstraße et Raimundistraße.

## Histoire

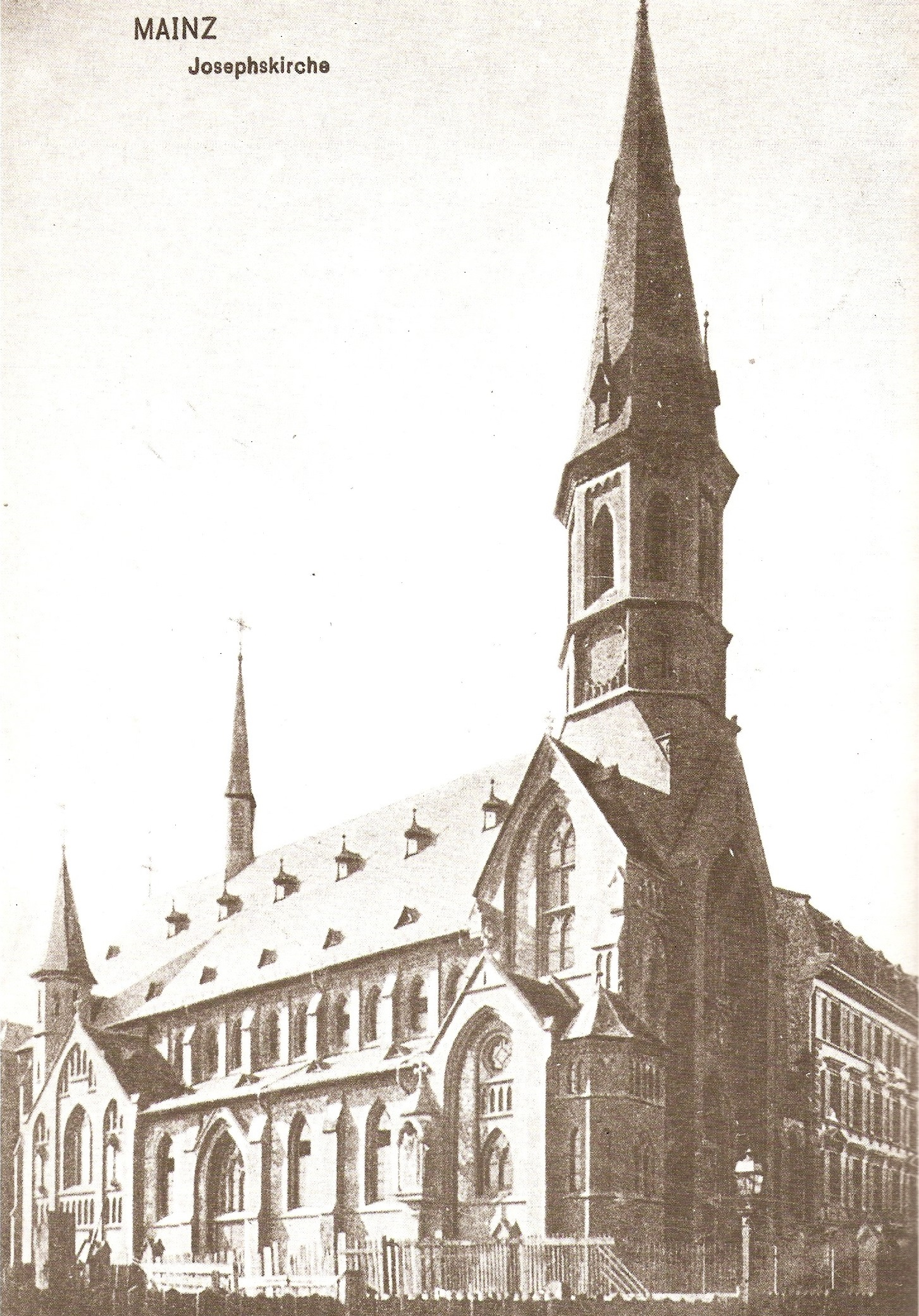
Saint-Joseph avant les bombardements de 1945.

Une paroisse est érigée le 6 décembre 1888 sur le quartier de Neustadt, répondant à une nécessité qui découlait de l'expansion de la ville au-delà de Gartenfeldplatz (de). Déjà dans les années précédentes (1850–1887), s'était ressenti le besoin d'une réorganisation du fait de l'expansion de la ville le long des quais du Rhin. Ces territoires étaient rattachés aux paroisses de Saint-Pierre et Saint-Emmeran. En janvier 1894 on répartit le territoire entre deux paroisses, Saint-Joseph et Saint-Boniface (de).
Avant la construction de la nouvelle église, la communauté utilisait la chapelle Saint-Bilhildis (de) (50° 00′ 34″ N, 8° 15′ 38″ E) sur la Josefsstraße.
L'ancienne église Saint-Joseph a donc été édifiée de 1890 à 1892, et consacrée le 2 juillet 1892 par Mgr Paul Leopold Haffner, alors évêque de Mayence. Pour cette église de style gothique de brique d'Allemagne du nord, l'architecte fut le maître de chantier de la cathédrale, Joseph H. A. Lucas (de). On utilisa des briques rouges et jaunes. La structure de l'église était basilicale, à trois nefs, avec un chœur en cinq-huitièmes (de).
Lors des bombardements aériens de Mayence du 27 février 1945, le bâtiment a été détruit. Jusqu'en 1950 les offices de la communauté ont été célébrés dans l'Aula de l'école Feldbergschule sur la Feldbergplatz (de), puis jusqu'en 1957 de nouveau dans la chapelle du couvent Saint-Bilhildis.
Quand il fut possible d'entreprendre la construction d'un nouveau bâtiment, la communauté paroissiale se tourna vers Hugo Becker comme architecte, alors qu'il s'occupait en même temps de l'église Saint-Pierre Canisius (de) de Mainz-Gonsenheim. Le 6 octobre 1957, on put enfin procéder à la consécration de l'église, présidée par Mgr Albert Stohr, évêque de Mayence.
Le bâtiment de 1957 a été classé comme monument historique (de) dans la liste Nachrichtliches Verzeichnis der Kulturdenkmäler Kreisfreie Stadt Mainz.

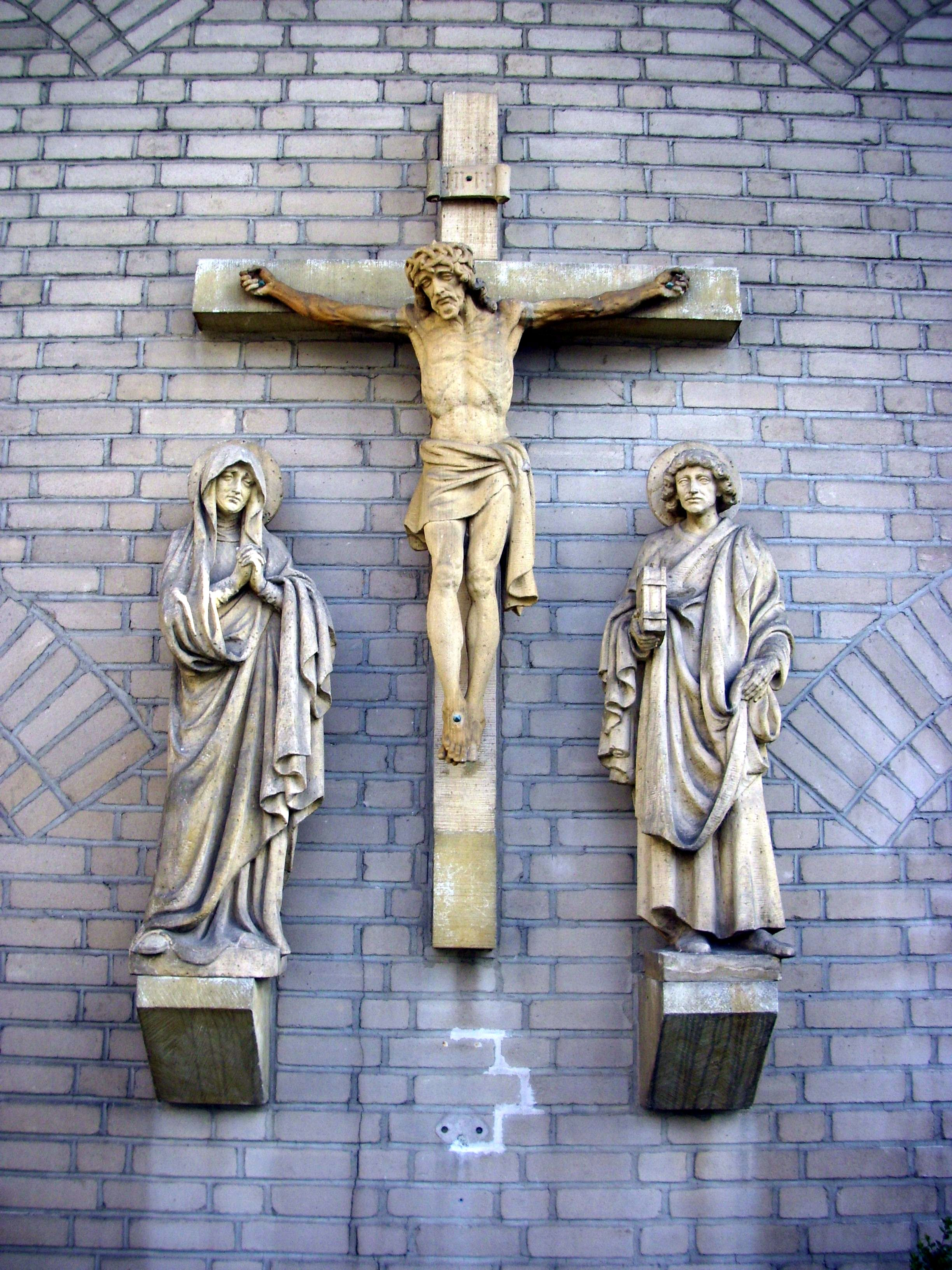

## Événements
- On y célèbre chaque année la fête de sainte Rita (22 mai), du fait d'un vœu émis en 1918.